# Karl-Heinz Rosch

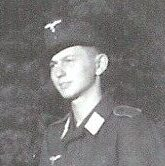
Karl-Heinz-Rosch

Karl-Heinz Rosch (* 3. Oktober 1926 in Meißen; † 6. Oktober 1944 in Goirle) war ein deutscher Soldat, der zwei niederländischen Kindern (Toos und Jan Kilsdonk) das Leben rettete. Obwohl er vor allem für seine letzte Tat (die Rettung der Kinder) bekannt ist, hatte er Zivilisten in der Region bereits zuvor auf verschiedene Weise geholfen. So warnte er sie beispielsweise vor drohenden deutschen Inspektionen oder der Anwesenheit hochrangiger Beamter und half ihnen persönlich, verbotene Gegenstände zu verstecken. Diese Aktionen hätten zu seiner Todesstrafe wegen „Landesverrat“ oder „Zersetzung der Wehrkraft“ führen können.
Er ist der einzige deutsche Soldat, dem von Zivilisten aus einer ehemaligen Besatzungszone ein Denkmal errichtet wurde.

## Leben
Karl-Heinz Rosch wurde 1926 in Meißen geboren. Er war ein ungewolltes Kind. Seine ungewollte Geburt zwang seine jungen Eltern zur Heirat. Die Ehe zerbrach bald, und beide suchten neue Beziehungen. Karl-Heinz wuchs mit dem Gefühl auf, ein Hindernis im Leben seiner Eltern zu sein. Nach dem Militärdienst seines Vaters zog er zu seinem Großvater nach Nerchau (Grimma), wo er den Großteil seiner Kindheit und Jugend verbrachte. Sein Vater und seine Stiefmutter besuchten ihn gelegentlich, doch zu seiner Mutter hatte er nie wieder Kontakt.
Er besuchte das Gymnasium St. Augustin und war mit dem Linguist Horst Naumann befreundet. Karl-Heinz Rosch war während seiner Kindheit und Jugend Naumanns bester Freund. Er hatte gute Noten in der Schule und war gut im Sport.
Rosch wurde von Kollegen und Familie als oft melancholisch, aber freundlich, höflich und kooperativ beschrieben. Laut seinem Freund Horst Naumann brauchte er oft Aufmunterung und schien eine gewisse stille Traurigkeit in sich zu tragen. Er ging gern mit seinem Hund im Wald spazieren und fühlte eine tiefe Verbundenheit mit der Natur. Sein Traum war es, Förster zu werden.
Karl-Heinz hatte zwei Halbbrüder: Diethelm und Ingolf. Er wird als liebevoller Bruder mit starkem Verantwortungsbewusstsein beschrieben, der seinen Halbbrüder stets neue Dinge beibringen wollte, insbesondere im Sport.
Im Sommer 1944 wurde er zur Wehrmacht eingezogen und nach nur zweiwöchiger militärischer Ausbildung an die Westfront geschickt. Er war 17 Jahre alt.

## Die Rettungstat
Karl-Heinz Rosch war im Oktober 1944 als Kanonier auf einem Bauernhof in Goirle in den Niederlanden eingesetzt. Unter alliiertem Feuer brachte er zwei kleine, 4 und 5 Jahre alte Kinder in Sicherheit, die noch auf dem Hof gespielt hatten. Als er auf den Hof zurückkehrte, wurde er an der Stelle, an der die Kinder gespielt hatten, durch eine Granate getötet. Drei Tage zuvor war er 18 Jahre alt geworden.

## Ehrungen

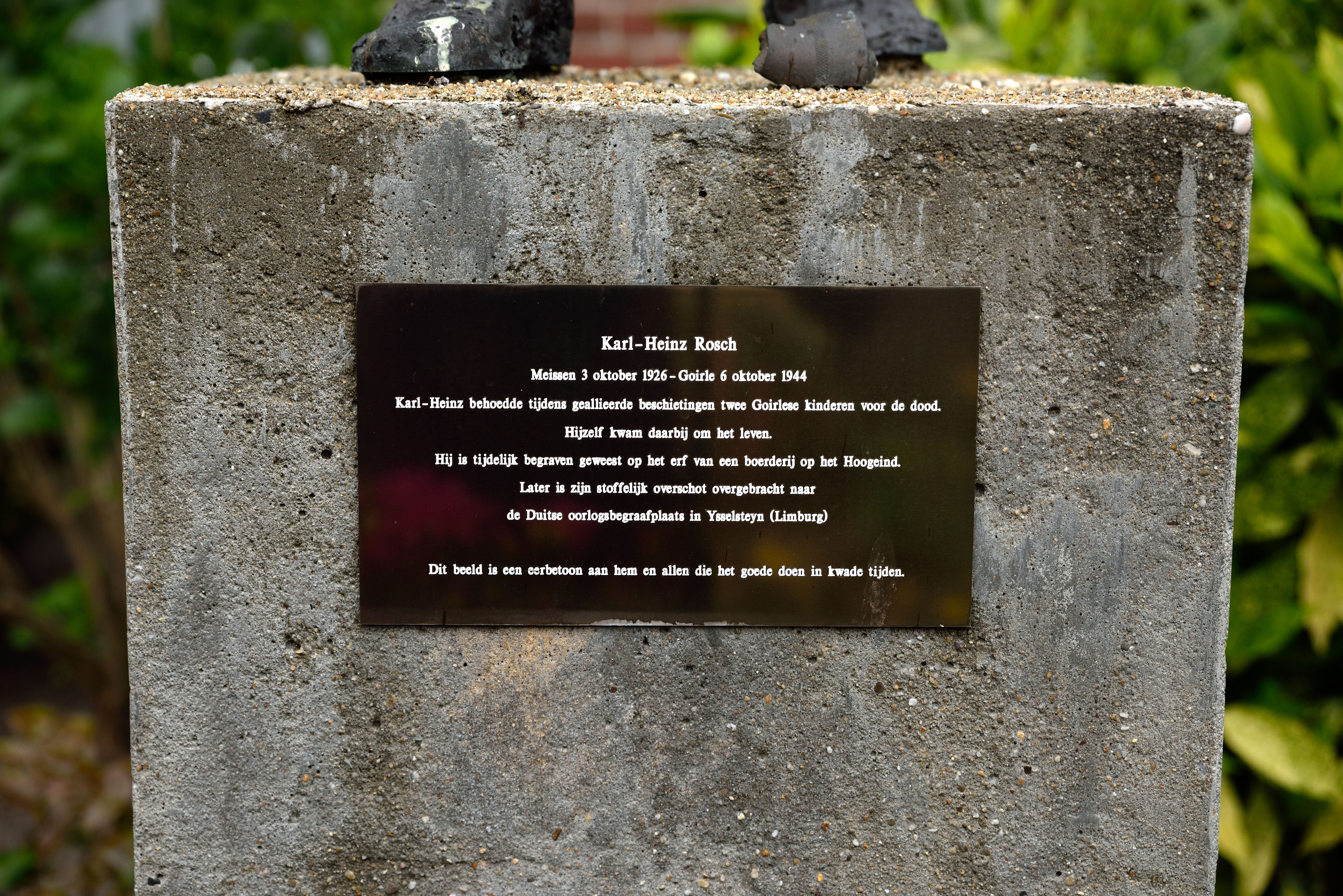
Plakette auf dem Denkmal

Am 4. November 2008 wurde auf einem Privatgrundstück in Goirle eine Bronzestatue zur Erinnerung an Karl-Heinz Rosch errichtet.
Inschrift:
‘’Karl-Heinz Rosch
Meissen 3 oktober 1926 – Goirle 6 oktober 1944
Karl-Heinz behoedde tijdens geallieerde beschietingen twee Goirlese kinderen voor de dood.
Hijzelf kwam daarbij om het leven.
Hi is tijdelijk begraven geweest op het erf van een boerderij op het Hoogeind.
Later is zijn stoffelijk overschot overgebracht naar de Duitse oorlogsbegraafplaats in Ysselsteyn (Limburg)
Dit beeld is een eerbetoon aan hem en allen die het goede doen in kwade tijden.’’
‘’ Karl-Heinz Rosch
Meißen 3. Oktober 1926 – Goirle 6. Oktober 1944
Karl-Heinz rettete zwei Kinder aus Goirle vor dem Tod während des alliierten Beschusses.
Er selbst wurde dabei getötet.
Er wurde vorübergehend auf dem Hof eines Bauernhofs auf der Hoogeind begraben.
Später wurden seine sterblichen Überreste auf die deutsche Kriegsgräberstätte in Ysselsteyn (Limburg) überführt.
Diese Statue ist eine Hommage an ihn und alle, die in schlechten Zeiten Gutes tun.’’
Da die Statue Karl-Heinz Rosch in Wehrmachtsuniform mit Stahlhelm zeigt, war die Errichtung der Statue in den Niederlanden sehr umstritten, und es wurden weder öffentliche Gelder noch ein öffentliches Grundstück bereitgestellt.
Die Statue ist neben dem Denkmal für Friedrich Lengfeld (auf dem Ehrenfriedhof Hürtgen) in Deutschland das einzig bekannte Denkmal für einen deutschen Wehrmachtsoldaten, welches von einem ehemaligen Feind errichtet wurde.